# ファンタスティック・ビーストと魔法使いの事件簿
ファンタスティック・ビーストと魔法使いの事件簿（ファンタスティック・ビーストとまほうつかいのじけんぼ）は、ウィザーディング・ワールドの『ハリー・ポッターシリーズ』および『ファンタスティック・ビーストシリーズ』を原作とするiOS、Android機種をプラットフォームとしているゲームである。